# Mathieu Amalric
Pour les articles homonymes, voir Amalric.
Mathieu Amalric, né le 25 octobre 1965 à Neuilly-sur-Seine, est un acteur et réalisateur français.
Comédien éclectique dans ses choix, allant du cinéma d'auteur français aux grosses productions américaines, il est récompensé par le César du meilleur espoir masculin en 1997 pour Comment je me suis disputé… (ma vie sexuelle) d’Arnaud Desplechin, puis deux fois le César du meilleur acteur : en 2005 pour Rois et Reine d'Arnaud Desplechin et en 2008 pour Le Scaphandre et le Papillon de Julian Schnabel.
Comme réalisateur — son activité première car il considère être devenu « acteur par accident » — il reçoit également le prix de la mise en scène au Festival de Cannes 2010 pour Tournée ainsi que le prix Louis-Delluc et le prix Jean-Vigo en 2017 pour Barbara.

## Biographie

### Famille et vie privée
Mathieu Amalric est le fils de Jacques Amalric (1938-2021), correspondant à l'étranger du journal Le Monde, éditorialiste à Libération, et de Nicole Zand (1933-2024), critique littéraire au Monde, dont la mère était issue d'une famille juive polonaise de Cracovie. Il passe quelques années à Washington où son père est correspondant de 1970 à 1973, puis à Moscou de 1973 à 1977, avant de revenir faire sa scolarité secondaire à Paris, au lycée Charlemagne.
Il a eu deux fils avec Jeanne Balibar dont il s'est séparé au début des années 2000. Il a été le compagnon durant une dizaine d'années de la metteuse en scène Stéphanie Cléau — rencontrée en 2005 lors de leur travail commun sur la pièce Les Variations Darwin —, avec laquelle il a eu un enfant en 2007,. Depuis 2015, il est le compagnon de la soprano et cheffe d'orchestre Barbara Hannigan, à qui il a consacré plusieurs documentaires.

### Formation et débuts dans le monde du cinéma
Après un passage en classes préparatoires littéraires, Mathieu Amalric échoue en 1985 au concours de l'Idhec,, mais rencontre Marcelo Novais Teles qui sera à ses côtés pour l'écriture et le mûrissement de nombreux projets de réalisation. Il s'investit dans la réalisation de courts-métrages (notamment avec sa compagne d'alors, l'actrice Nathalie Boutefeu, rencontrée à seize ans et avec laquelle il a vécu durant sept ans), puis travaille sur différents tournages comme accessoiriste, cantinier, ou régisseur, ainsi que dans la société de production de Paulo Branco,. Il apparaît comme acteur en 1984 dans Les Favoris de la lune d'Otar Iosseliani. En 1987, il est stagiaire à la mise en scène sur Au revoir les enfants de Louis Malle.

### Carrière d'acteur
Mathieu Amalric fait la connaissance d'Arnaud Desplechin au Festival Premiers Plans d'Angers, alors qu'il présente son court-métrage Sans rires et Desplechin son long-métrage La Vie des morts. Avec ce dernier, il passe des essais infructueux pour le rôle principal de La Sentinelle, mais y fera tout de même une apparition. Deux films sortis durant le premier semestre 1996 lancent réellement sa carrière : il est tout d'abord remarqué dans Le Journal du séducteur de Danièle Dubroux dans lequel il tient un second-premier rôle ; il interprète ensuite le rôle de Paul Dedalus — dix jours avant le début du tournage Arnaud Desplechin ne savait pas s'il allait lui confier le rôle principal de Paul ou celui de Nathan, qui sera tenu par Emmanuel Salinger — dans Comment je me suis disputé… (ma vie sexuelle) d’Arnaud Desplechin qui confirme sa place d'acteur en devenir et pour lequel il reçoit le César du meilleur espoir masculin en 1997. Mathieu Amalric a déclaré à de multiples reprises que c'est Desplechin qui, grâce à ce film, « l'a inventé comme acteur ».
À la fin des années 1990, il s'impose comme l'un des jeunes acteurs les plus en vue du cinéma d'auteur, incarnant généralement des intellectuels fantasques, exubérants ou dépressifs avec deux premiers rôles marquants en 1999 dans Fin août, début septembre d'Olivier Assayas et Trois ponts sur la rivière de Jean-Claude Biette, tous deux aux côtés de Jeanne Balibar.
En 2005, il reçoit le César du meilleur acteur pour Rois et Reine, un film de son metteur en scène fétiche, Arnaud Desplechin, qui l'utilise comme Ingmar Bergman le faisait avec Erland Josephson.
Sa carrière internationale débute en 2005 avec un rôle secondaire sous la direction de Steven Spielberg dans le film Munich qui lui donne pour la première fois la possibilité de travailler dans un film étranger. En 2008, il obtient le second César du meilleur acteur de sa carrière pour son rôle de journaliste atteint du locked-in syndrome dans Le Scaphandre et le Papillon de Julian Schnabel. Il était absent de la cérémonie en raison du tournage du film de la série James Bond Quantum of Solace, dans lequel il incarne l'homme d'affaires crapuleux Dominic Greene. Mathieu Amalric, qui s'est fait représenter lors de la soirée, a déploré que son discours de remerciements, lu par Antoine de Caunes, ait été en partie coupé, omettant un passage où il critiquait le rôle des multiplexes et le manque de plus en plus flagrant de subventions pour les salles d'art et d'essai,.
L'année 2012 est principalement marquée par le tournage de Jimmy Picard, le film américain d'Arnaud Desplechin — qui le choisit pour la cinquième fois pour tenir un rôle dans ses films, dont quatre principaux —, où il incarne l'ethnopsychiatre Georges Devereux. Début janvier 2013, alors qu'il continue l'adaptation du Rouge et le Noir, il est contacté par Roman Polanski pour remplacer au dernier moment Louis Garrel qui devait tenir le rôle principal du film La Vénus à la fourrure. À l'issue de la sélection pour le 66e Festival de Cannes, ces deux films, dans lesquels il a les rôles principaux, sont en compétition officielle pour la Palme d'or, situation particulièrement rare pour un acteur. La seconde partie de l'année 2014 est marquée par le tournage de deux films avec d'une part Trois souvenirs de ma jeunesse d'Arnaud Desplechin — constituant une préquelle vingt après à Comment je me suis disputé… — et d'autre part Belles Familles de Jean-Paul Rappeneau.
En mars 2015, le festival de cinéma de Cork en Irlande lui consacre une rétrospective concernant à la fois sa carrière d'acteur et de réalisateur ; le mois suivant, l'Académie de France à Rome lui donne une carte blanche. En septembre-octobre de la même année, c'est au tour de la Cinémathèque française de lui consacrer un cycle pour l'ensemble de sa carrière cinématographique.
En 2018, Mathieu Amalric rejoint la distribution de la quatrième saison de la série Le Bureau des légendes de Canal+ dans laquelle il tient le rôle de JJA, chef de la direction de la sécurité (DSEC) de la DGSE. L'année suivante, il interprète le rôle central très remarqué de L'Agent immobilier (2020), la mini-série d'Arte réalisée par l'écrivain Etgar Keret et sa compagne la réalisatrice Shira Geffen,, dans laquelle son interprétation pleine de « fantaisie » lui vaut d'être en couverture des Inrockuptibles pour son numéro hebdomadaire qui lui consacre un long entretien pour discuter de ses rôles à la télévision et de ses métiers d'acteur et de réalisateur au cinéma.

### Carrière de réalisateur

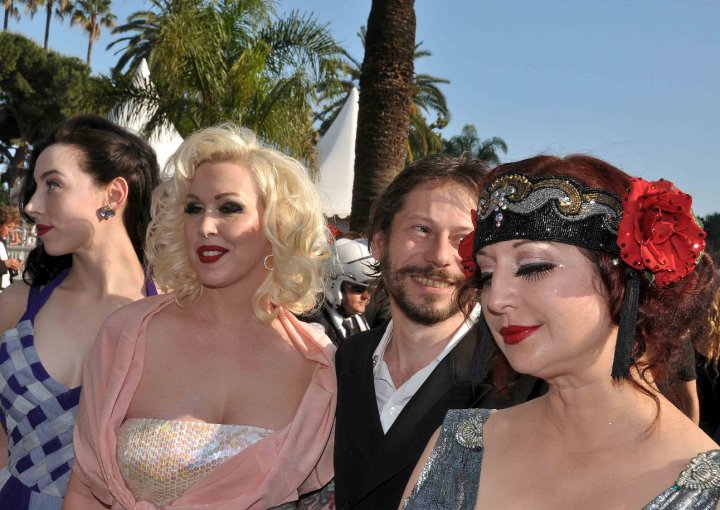
Mathieu Amalric et les actrices du film Tournée lors du Festival de Cannes en 2010.

Paradoxalement, Mathieu Amalric se considère principalement comme un réalisateur de cinéma. Ses premiers courts métrages sont réalisés de manière quasi-artisanale dans les années 1980, puis avec l'aide notamment du Groupe de recherches et d'essais cinématographiques (GREC) en 1990 pour Sans rires. Cette première œuvre notable est présentée quelques mois plus tard au 9e festival « Tous courts » d’Aix-en-Provence où il obtient le Grand Prix du jury, ce qui constitue le tout premier prix cinématographique reçu par Mathieu Amalric, qui n'est pas encore réellement un acteur avant Le Journal du séducteur (1996) de Danièle Dubroux. Il est suivi deux ans plus tard par Les Yeux au plafond. Il est l'année suivante l’auteur d'un premier film autobiographique Mange ta soupe (1997) puis du Stade de Wimbledon (2001) pour lequel il offre le rôle principal à Jeanne Balibar. En 2003, il présente La Chose publique à la Quinzaine des réalisateurs du Festival de Cannes.
En 2004, il est membre du jury du 26e Festival international du court métrage de Clermont-Ferrand. À la surprise générale, il annonce en tant que porte-parole la décision unanime ne pas remettre le Grand prix de la Compétition française (le prix le plus important pour les films français dans ce festival) cette année-là, notamment à cause du « manque d'inventivité formelle » des films présentés et du danger « d'uniformisation de la culture ». Dans un entretien au journal L'Humanité il s'en explique, reprochant aux films sélectionnés d'avoir cherché à « simplifier le monde, au lieu de puiser, de chercher, de s'interroger sur la complexité de l'être humain », d'être sans inventivité ou fantaisie, et de se contenter de filmer leur scénario. Précisant sa vision de réalisateur, il considère alors qu'un film ne doit pas avoir de « fonction sociale » ou délivrer de message — sans intentions et « surtout pas de bonnes intentions » —, un artiste devant principalement filmer pour le seul désir de filmer.
À partir de 2010, Mathieu Amalric décide de moins jouer en tant qu'acteur afin de mener à bien ses projets de réalisateur de film, carrière vers laquelle il se sent plus attiré depuis de nombreuses années. Il réalise alors son quatrième long métrage, Tournée (dont il joue également le personnage central), pour lequel il remporte le Prix de la mise en scène lors du Festival de Cannes. Ce film et la récompense obtenue auront un impact important auprès des producteurs qui le considèrent désormais comme un metteur en scène à part entière et plus seulement comme un acteur. Ainsi, la même année il répond à une commande de la Comédie-Française pour l'adaptation télévisée de L'Illusion comique de Corneille qu'il transpose dans une version contemporaine remarquée par la critique.
En tant qu'artiste invité, il intervient également à la Fémis et au Fresnoy (où, à l'invitation de Dominique Païni, il a notamment réalisé en 2011 une installation reconstituant l'appartement de sa professeur de piano à Moscou dans le cadre de l'exposition « Panorama »).

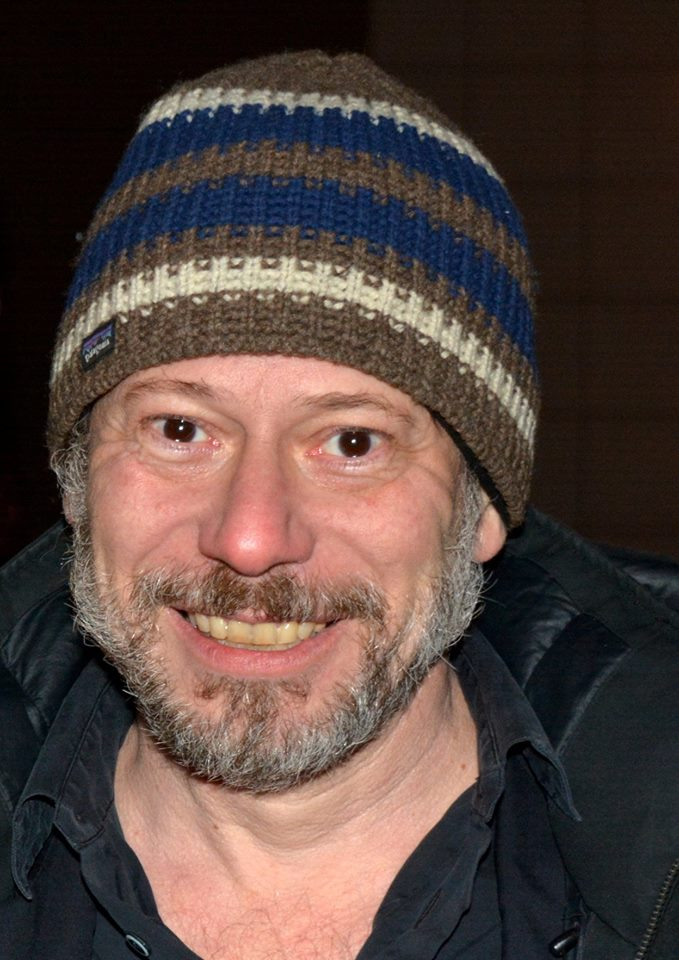
Mathieu Amalric à la cérémonie des Prix Lumières, en février 2018.

En mai 2012, Mathieu Amalric annonce qu'il travaille au scénario d'une importante adaptation (cinéma et télévision en plusieurs épisodes) de Le Rouge et le Noir,. Il continue durant cette période à accepter des rôles plus secondaires dans divers films à l'exception de Jimmy P. (Psychothérapie d'un Indien des Plaines) d'Arnaud Desplechin et de La Vénus à la fourrure de Roman Polanski dont il intègre la distribution au dernier moment et au pied levé. Alors que le projet du Rouge et le Noir, du fait de l'ambition du film, en est toujours au stade de l'adaptation et de la préparation, le producteur Paulo Branco annonce que Mathieu Amalric va se lancer dans la réalisation d'un film dans l'intervalle avec l'adaptation du roman La Chambre bleue de Georges Simenon dont Branco et Amalric ont obtenu les droits. Le tournage de l'adaptation de ce roman noir sentimental, auquel Mathieu Amalric est depuis longtemps attaché, est entrepris en juillet 2013 avec le réalisateur dans le rôle principal. Quelques mois plus tard, le film est retenu dans la sélection Un certain regard lors du Festival de Cannes 2014.

Arrivé à ce stade de sa carrière, Mathieu Amalric reçoit le commentaire élogieux du cinéaste et historien du cinéma Noël Simsolo dans son Dictionnaire de la Nouvelle Vague (2013) : 

« L'héritier actuel de la Nouvelle Vague en France : c'est lui, comme acteur et réalisateur […] car son style de cinéaste, comme son jeu de comédie, privilégie cette attitude de la Nouvelle Vague où rigueur et liberté faisaient un mélange détonant. »

— Dictionnaire de la Nouvelle Vague, Noël Simsolo,

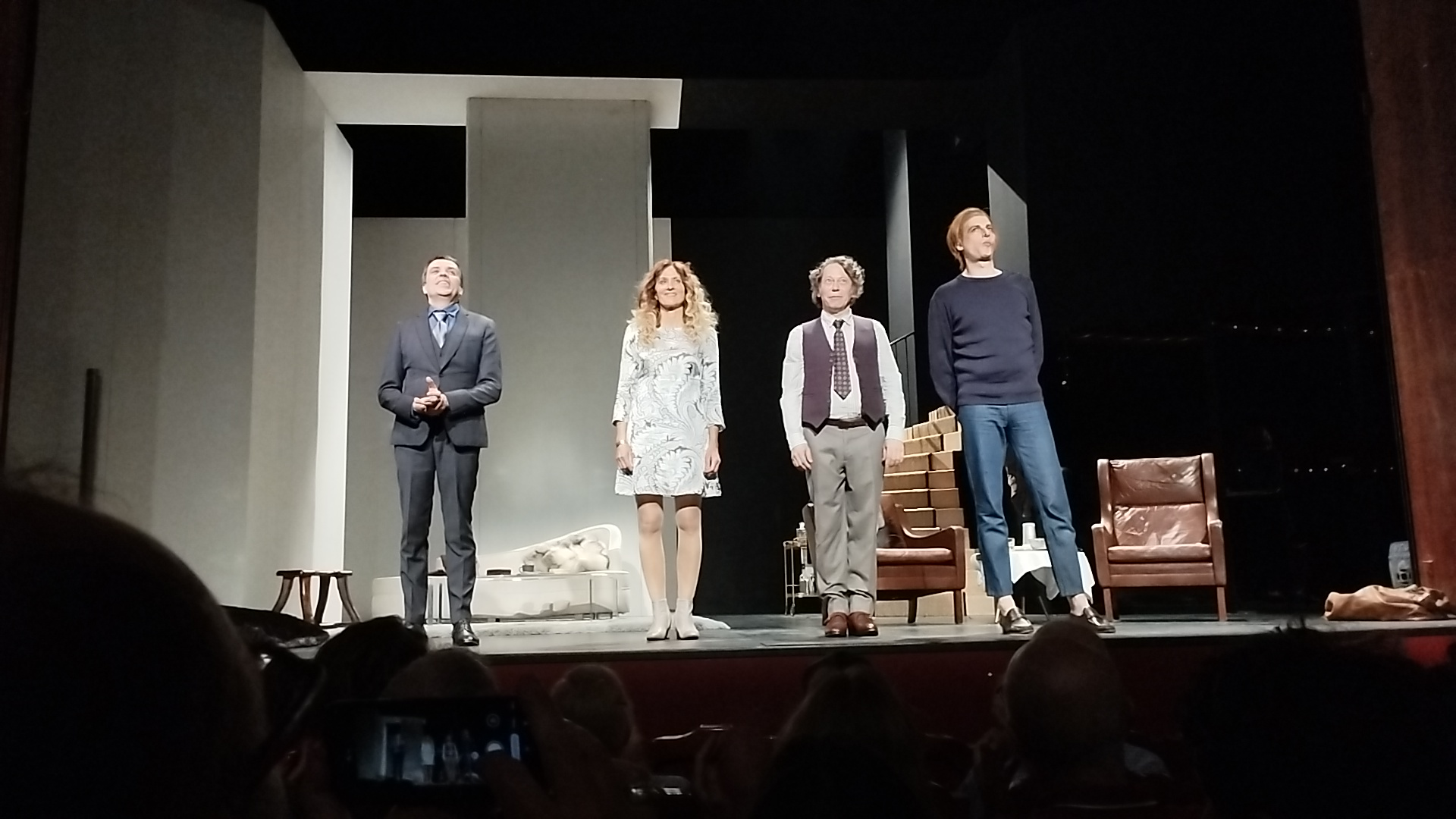
Mathieu Amalric (2e en partant de la droite) lors des saluts pour La Collection, au Théâtre de l'Atelier, en juin 2023.

Renouant avec Jeanne Balibar, il lui confie le rôle de la chanteuse Barbara et se met en scène dans le film Barbara (2017) — présenté dans la section Un certain regard lors du Festival de Cannes 2017 — qui vaut à l'actrice le César de la meilleure actrice en 2018 et au film huit nominations lors des César 2018 (dont celles du meilleur film, meilleur réalisateur et meilleur scénario). Le film reçoit en 2017 le prix Louis-Delluc et le prix Jean-Vigo. De plus lors du tournage de ce film, les réalisateurs André S. Labarthe et Quentin Mével lui consacrent un numéro de leur série documentaire Cinéma de notre temps, série initiée par le premier en 1964 et qui sera son dernier film avant sa mort,.
En 2019, Mathieu Amalric réalise son huitième long métrage, intitulé Serre moi fort, en adaptant la pièce de théâtre Je reviens de loin de Claudine Galéa avec Vicky Krieps et Arieh Worthalter dans les rôles principaux, dont la sortie, en 2021, a été repoussée en raison de la crise de la Covid-19.

## Filmographie

### Acteur

#### Longs métrages

##### Années 1980
- 1984 : Les Favoris de la lune d'Otar Iosseliani : Julien

##### Années 1990
- 1992 : La Chasse aux papillons d'Otar Iosseliani : [Qui ?]
- 1992 : La Sentinelle d'Arnaud Desplechin : un étudiant en médecine
- 1993 : Lettre pour L… de Romain Goupil : [Qui ?]
- 1995 : Tom est tout seul de Fabien Onteniente : un copain de Tom
- 1996 : Le Journal du séducteur de Danièle Dubroux : Sébastien
- 1996 : Comment je me suis disputé… (ma vie sexuelle) d'Arnaud Desplechin : Paul Dédalus
- 1996 : Généalogies d'un crime de Raoul Ruiz : Yves
- 1998 : On a très peu d'amis de Sylvain Monod : Ivan
- 1998 : Dieu seul me voit (Versailles-Chantiers) de Bruno Podalydès : Atchoum
- 1998 : Alice et Martin d'André Téchiné : Benjamin Sauvagnac
- 1998 : Fin août, début septembre d'Olivier Assayas : Gabriel
- 1999 : Trois Ponts sur la rivière de Jean-Claude Biette : Arthur Echéant
- 1999 : Adieu, plancher des vaches ! d'Otar Iosseliani : un client au bar
- 1999 : La Fausse Suivante de Benoît Jacquot : Lélio

##### Années 2000
- 2000 : L'Affaire Marcorelle de Serge Le Péron : Fourcade
- 2000 : La Brèche de Roland (moyen-métrage) d'Arnaud et Jean-Marie Larrieu : Roland
- 2001 : Amour d'enfance d'Yves Caumon : Paul
- 2002 : Lundi matin d'Otar Iosseliani : voix de Nicolas
- 2002 : Les Naufragés de la D17 de Luc Moullet : l'astrophysicien
- 2002 : Lulu de Jean-Henri Roger : l'avocat
- 2002 : C'est le bouquet ! de Jeanne Labrune : Stéphane
- 2003 : Un homme, un vrai d'Arnaud et Jean-Marie Larrieu : Boris
- 2003 : Mes enfants ne sont pas comme les autres de Denis Dercourt : Gérald
- 2003 : Inquiétudes de Gilles Bourdos : le professeur d'arts plastiques
- 2004 : Le Pont des Arts d'Eugène Green : un spectateur du Nô
- 2004 : Rois et Reine d'Arnaud Desplechin : Ismaël Vuillard
- 2005 : La Moustache d'Emmanuel Carrère : Serge
- 2005 : Au large de Bad Ragaz de François-Christophe Marzal : Alex
- 2005 : J'ai vu tuer Ben Barka de Serge Le Péron : Philippe Bernier
- 2005 : Munich de Steven Spielberg : Louis
- 2005 : Marie-Antoinette de Sofia Coppola : l’homme au bal masqué
- 2005 : Michou d'Auber de Thomas Gilou : Jacques
- 2006 : Quand j'étais chanteur de Xavier Giannoli : Bruno
- 2006 : Fragments sur la grâce de Vincent Dieutre : un lecteur
- 2006 : La Question humaine de Nicolas Klotz : Simon
- 2006 : Le Grand Appartement de Pascal Thomas : Martin
- 2007 : Le Scaphandre et le Papillon de Julian Schnabel : Jean-Dominique Bauby
- 2007 : Actrices de Valeria Bruni Tedeschi : Denis
- 2007 : L'Histoire de Richard O. de Damien Odoul : Richard O.
- 2007 : Un secret de Claude Miller : François adulte
- 2008 : Un conte de Noël d'Arnaud Desplechin : Henri Vuillard
- 2008 : De la guerre de Bertrand Bonello : Bertrand
- 2008 : Quantum of Solace de Marc Forster : Dominic Greene
- 2008 : L'Ennemi public no 1 de Jean-François Richet : François Besse
- 2009 : Visage de Tsai Ming-liang : L'homme du fourré
- 2009 : Bancs publics (Versailles Rive-Droite) de Bruno Podalydès : le père au landau
- 2009 : Les Derniers Jours du monde d’Arnaud et Jean-Marie Larrieu : Robinson
- 2009 : Les Herbes folles d'Alain Resnais : l'agent de police, Bernard de Bordeaux

##### Années 2010
- 2010 : Les Aventures extraordinaires d'Adèle Blanc-Sec de Luc Besson : Professeur Dieuleveult
- 2010 : Tournée de Mathieu Amalric : Joachim Zand
- 2011 : Poulet aux prunes de Marjane Satrapi et Vincent Paronnaud : Nasser Ali Khan
- 2011 : Jeanne captive de Philippe Ramos : le prédicateur
- 2012 : Cosmopolis de David Cronenberg : Andre Petrescu, l'entarteur
- 2012 : Camille redouble de Noémie Lvovsky : le professeur de français
- 2012 : Vous n'avez encore rien vu d'Alain Resnais : Monsieur Henri
- 2012 : Les Lignes de Wellington de Raoul Ruiz et Valeria Sarmiento : Général Marbot
- 2012 : Les Gouffres d'Antoine Barraud : Georges Lebrun
- 2013 : Jimmy P. (Psychothérapie d'un Indien des Plaines) d'Arnaud Desplechin : Georges Devereux
- 2013 : La Dune d'Yossi Aviram : Moreau
- 2013 : Spiritismes de Guy Maddin : [Qui ?]
- 2013 : L'amour est un crime parfait des Frères Larrieu : Marc
- 2013 : La Vénus à la fourrure de Roman Polanski : Thomas
- 2014 : The Grand Budapest Hotel de Wes Anderson : Serge X
- 2014 : Arrête ou je continue de Sophie Fillières : Pierre
- 2014 : La Chambre bleue de Mathieu Amalric : Julien Gahyde
- 2015 : La Chambre interdite de Guy Maddin : Thadeusz M. et le palefrenier
- 2015 : Trois Souvenirs de ma jeunesse d'Arnaud Desplechin : Paul Dédalus adulte
- 2015 : Belles Familles de Jean-Paul Rappeneau : Jérôme Varenne
- 2015 : La Vie très privée de Monsieur Sim de Michel Leclerc : Samuel
- 2015 : Spectrographies de Dorothée Smith : Le cinéaste
- 2016 : Le Cancre de Paul Vecchiali : Boris
- 2016 : Le Fils de Joseph d'Eugène Green : Oscar Pormenor
- 2016 : La Loi de la jungle d'Antonin Peretjatko : Galgaric
- 2016 : À jamais de Benoît Jacquot : Rey
- 2017 : Belle Dormant d'Adolfo Arrieta : Gérard Illinski
- 2017 : Le Secret de la chambre noire de Kiyoshi Kurosawa : Vincent
- 2017 : Les Fantômes d'Ismaël d'Arnaud Desplechin : Ismaël Vuillard
- 2017 : Barbara de Mathieu Amalric : Yves Zand
- 2017 : Demain et tous les autres jours de Noémie Lvovsky : le père
- 2018 : Le Grand Bain de Gilles Lellouche : Bertrand
- 2018 : At Eternity's Gate de Julian Schnabel : Docteur Paul Gachet
- 2018 : L'Exilé (documentaire) de Marcelo Novais Teles : lui-même
- 2019 : Un tramway à Jérusalem d'Amos Gitaï : M. Chelsea
- 2019 : Sound of Metal de Darius Marder : Richard Berger
- 2019 : Merveilles à Montfermeil de Jeanne Balibar : Benoît Survenant
- 2019 : J'accuse de Roman Polanski : Alphonse Bertillon
- 2019 : Le Bel Été de Pierre Creton : le mécanicien magnétiseur

##### Années 2020
- 2021 : Fils de plouc de Harpo Guit et Lenny Guit : le père
- 2021 : The French Dispatch de Wes Anderson : un policier
- 2021 : Tralala d'Arnaud et Jean-Marie Larrieu : Tralala
- 2021 : Oxygène d'Alexandre Aja : M.I.L.O.
- 2023 : Vers un avenir radieux (Il sol dell'avvenire) de Nanni Moretti : Pierre
- 2023 : Une année difficile d’Éric Toledano et Olivier Nakache : Henri Tomasi
- 2023 : La Vénus d'argent d'Héléna Klotz : le patron de World Aid
- 2024 : La Voie du serpent de Kiyoshi Kurosawa : Laval
- 2024 : Pourquoi la guerre d'Amos Gitaï : Sigmund Freud
- 2025 : The Phoenician Scheme de Wes Anderson : Marseille Bob
- 2025 : Ange de Tony Gatlif : Marco
- 2025 : Vie privée de Rebecca Zlotowski : Simon Cohen-Solal

#### Télévision
- 2001 : Zaïde, un petit air de vengeance (téléfilm) de Josée Dayan : Luigi Scarofolo
- 2011 : La Chanson du Dimanche, la série (série télévisée) d'Alexandre Castagnetti et Clément Marchand, épisode Alec et Clément et le corbeau du lundi : Danny Monaco
- 2011 : Platane (série télévisée) d'Éric Judor, épisode La Fois où il aimait une chinoise… ou une vietnamienne : lui-même
- 2012 : Le Reste du monde (téléfilm) de Damien Odoul : Paul
- 2013 : Les Anonymes (téléfilm) de Pierre Schoeller : Roger Marion
- 2014 : H-Man (série télévisée), épisode Capitaine Crise de Joseph Cahill : Jérôme / Capitaine Crise
- 2015 : Dans l'ombre des Tudors (Wolf Hall) (mini-série télévisée) de Peter Kosminsky : Eustache Chappuis
- 2018-2020 : Le Bureau des légendes (série télévisée), saisons 4 et 5 : Jean-Jacques, alias « JJA »
- 2018 : Cinéma de notre temps (série télévisée), épisode Mathieu Amalric, l'art et la matière d'André S. Labarthe et Quentin Mével : lui-même
- 2019-2020 : L'Agent immobilier (mini-série) d'Etgar Keret et Shira Geffen : Olivier Tronier
- 2023 : Adieu vinyle (téléfilm) de Josée Dayan : Maurice Faugère

#### Courts métrages
- 1990 : Vers quoi vers où de Gérard Cherqui
- 1997 : L'Interview de Xavier Giannoli : Julien
- 2004 : Cuadrilátero de José Carlos Ruiz
- 2004 : Les Parallèles de Nicolas Saada : Simon
- 2005 : Les Matines d'Annick Raoul
- 2005 : Comme James Dean de Jonathan Zaccaï
- 2005 : Avaler des couleuvres de Dominique Perrier : Tom
- 2006 : Un lever de rideau de François Ozon : Pierre
- 2006 : Les Signes d'Eugène Green
- 2006 : Salut Vladimir ! d'Anne Benhaïem
- 2011 : Lettres à Jacky Evrard d'André S. Labarthe
- 2013 : Petit Matin de Christophe Loizillon
- 2013 : Abismo d'Antoine Barraud[42] (version courte de Les Gouffres) : Georges Lebrun
- 2015 : La Joie de Laurent Roth (version filmée de la pièce de Laurent Roth)
- 2016 : Sept mille années de Christophe Cognet : Le marin
- 2017 : 2017 n'aura pas lieu de Marcelo Novais Teles
- 2020 : La Biche morte de Philippe Di Folco
- 2022 : La Justice doit entendre les sourds et malentendants ! (Association droit pluriel)

### Réalisateur

#### Longs métrages
- 1997 : Mange ta soupe
- 2001 : Le Stade de Wimbledon
- 2003 : La Chose publique
- 2010 : Tournée
- 2010 : L'Illusion comique (téléfilm) d'après la pièce homonyme de Pierre Corneille
- 2014 : La Chambre bleue
- 2017 : Barbara
- 2021 : Serre moi fort
- 2022 : Maîtres anciens, adaptation de la pièce d'Éric Didry, elle-même adaptée du roman Maîtres anciens (1985) de Thomas Bernhard
- 2016 : Zorn I (2010-2016)
- 2023 : Zorn II (2016-2018)
- 2023 : Zorn III (2018-2022)

#### Autres
- 1985 : Marre de café, court métrage
- 1986 : La seule différence c’est que les cafés sont plus chers, court métrage
- 1991 : Sans rires, court métrage.
- 1993 : Les Yeux au plafond, moyen métrage
- 1993 : 8 bis, court métrage
- 2002 : Tu vois loin, vidéo-clip pour le groupe Eiffel
- 2004 : 14,58 euros, court métrage pour le Secours populaire français
- 2007 : Deux cages sans oiseaux, court métrage, Talents Cannes/Adami, d'après J.D. Salinger
- 2007 : À l'instar du père Noël et de la pizza, court métrage, Talents Cannes/Adami
- 2010 : Joann Sfar, dessins, documentaire sur le dessinateur pour Arte
- 2011 : Under the Sun, vidéo-clip pour le groupe Fortune[43]
- 2012 : Next to Last (automne 63), court métrage sur le tableau Sun in an Empty Room d'Edward Hopper[44] dans la série d'Arte « Hopper vu par… »
- 2014 : La Magie de Noël, court métrage pour la campagne 2014 de la Sécurité routière
- 2015 : C'est presque au bout du monde, court métrage sur la soprano Barbara Hannigan pour l'Opéra national de Paris
- 2017 : Premières répétitions : Barbara Hannigan vue par Mathieu Amalric, documentaire sur la soprano Barbara Hannigan pour Arte[45]
- 2020 : Barbara Hannigan, film musical sur la soprano Barbara Hannigan
- 2020 : Étroitement surveillé, court métrage dans le cadre du projet WIND(ow)

### Producteur
- 2018 : L'Exilé de Marcelo Novais Teles
- 2019 : Merveilles à Montfermeil de Jeanne Balibar

### Doublage et narration
- 2006 : Glenn Gould : au-delà du temps de Bruno Monsaingeon : Glenn Gould narrateur
- 2009 : Georges le petit curieux 2 : Suivez ce singe (Curious George 2 : Follow That Monkey !) de Norton Virgien : Piccadilly (voix version française)
- 2010 : Fantastic Mr. Fox de Wes Anderson : Monsieur Renard (voix version française)
- 2011 : Le Chat du rabbin de Joann Sfar et Antoine Delesvaux : le prince (voix originale)
- 2014 : Bird People de Pascale Ferran : le narrateur
- 2014 : Illustre et Inconnu : Comment Jaujard a sauvé le Louvre (documentaire) de Jean-Pierre Devillers et Pierre Pochart : narrateur
- 2015 : Edgar Morin, chronique d'un regard d'Olivier Bohler et Céline Gailleurd : narrateur
- 2015 : L'Aventure Rosetta : aux origines de la vie (documentaire) de Jean-Christophe Ribot : narrateur
- 2015 : D'ombres et d'ailes d'Eleonora Marinoni et Elice Meng : narrateur
- 2015 : Hitchcock/Truffaut (documentaire) de Kent Jones (en) : narrateur
- 2016 : Révolution école, 1918-1939 (documentaire) de Joanna Grudzinska : la voix d'Adolphe Ferrière[46]
- 2018 : L'Île aux chiens (Isle of Dogs) de Wes Anderson : Duke (voix version française)
- 2018 : Insulaire (documentaire) de Stéphane Goël : le narrateur Alfred von Rodt
- 2020 : Sigmund Freud, un juif sans Dieu (documentaire) de David Teboul : Sigmund Freud[47]
- 2020 : Monsieur Deligny, vagabond efficace de Richard Copans : un narrateur
- 2020 : Vie et Destin du Livre noir de Guillaume Ribot : Vassili Grossman
- 2021 : Charlie Chaplin, le génie de la liberté (documentaire) de François Aymé et Yves Jeuland : narrateur[48]
- 2021 : Les Damnés de la Commune de Raphaël Meyssan : Adolphe Thiers (voix originale)[49]
- 2023 : Un prince de Pierre Creton : un narrateur
- 2023 : Mars Express de Jérémie Périn : Chris Roy Jacker (création de voix)
- 2025 : Et Volodia devint Zelensky (documentaire en deux parties) d'Yves Jeuland, Ariane Chemin et Lisa Vapné : narrateur

### Discographie
- 2012 : récitant sur le titre Conneries de l'album Rimbaud de John Zorn

## Théâtre
- 2005 : Les Variations Darwin de Jean-François Peyret et Alain Prochiantz, Théâtre de Chaillot à Paris
- 2010 : La Joie de Laurent Roth, lecture avec Mireille Perrier, Théâtre du Rond-Point à Paris
- 2010 : La Chose de Laurent Roth, lecture avec Mireille Perrier, Théâtre du Rond-Point à Paris
- 2011 : Mefausti de Damien Odoul, Bouffes du Nord à Paris
- 2012 : Une autre histoire de la Révolution française, lecture avec Éric Hazan au théâtre du Rond-Point à Paris
- 2014 : Le Moral des ménages, d'après le roman homonyme d'Éric Reinhardt, adaptation théâtrale et mise en scène de Stéphanie Cléau ; avec Mathieu Amalric dans le rôle de Manuel Carsen et Anne-Laure Tondu au Cent Quatre à Paris ; reprise au théâtre de la Bastille[50]
- 2019 : La Collection d'Harold Pinter, mise en scène de Ludovic Lagarde au Théâtre national de Bretagne à Rennes[51] ; reprise en tournée en 2020[52]
- 2023 : La Collection d'Harold Pinter, mise en scène de Ludovic Lagarde, théâtre de l'Atelier

## Distinctions

### Prix
| Récompense                                 | Année | Catégorie                          | Film                                          |
| ------------------------------------------ | ----- | ---------------------------------- | --------------------------------------------- |
| Festival « Tous courts » d'Aix-en-Provence | 1991  | Grand Prix du court métrage        | Sans rires                                    |
| Césars                                     | 1997  | Meilleur espoir masculin           | Comment je me suis disputé… (ma vie sexuelle) |
| Césars                                     | 2005  | Meilleur acteur                    | Rois et Reine                                 |
| Césars                                     | 2008  | Meilleur acteur                    | Le Scaphandre et le Papillon                  |
| Prix Lumière                               | 2005  | Meilleur acteur                    | Rois et Reine                                 |
| Prix Lumière                               | 2008  | Meilleur acteur                    | Le Scaphandre et le Papillon                  |
| Étoiles d'or du cinéma français            | 2005  | Meilleur acteur                    | Rois et Reine                                 |
| Étoiles d'or du cinéma français            | 2008  | Meilleur acteur                    | Le Scaphandre et le Papillon                  |
| Festival de Cannes                         | 2010  | Prix de la mise en scène           | Tournée                                       |
| Festival de Cannes                         | 2010  | Prix FIPRESCI                      | Tournée                                       |
| Prix du syndicat de la critique            | 2010  | Prix du film singulier francophone | Tournée                                       |
| Festival international du film RiverRun    | 2011  | Prix du meilleur acteur            | Tournée                                       |
| Festival international du film sur l'art   | 2011  | Prix de la création                | Joann Sfar (dessins)                          |
| Prix Jean-Vigo                             | 2017  | Prix du long métrage               | Barbara                                       |
| Prix Louis-Delluc                          | 2017  | Meilleur film                      | Barbara                                       |

### Nominations
| Nomination                              | Année | Catégorie                                               | Film / Pièce           |
| --------------------------------------- | ----- | ------------------------------------------------------- | ---------------------- |
| Prix Louis-Delluc                       | 2002  | Meilleur film                                           | Le Stade de Wimbledon  |
| National Society of Film Critics Awards | 2006  | Meilleur acteur dans un second rôle                     | Munich                 |
| Prix Lumière                            | 2011  | Meilleur réalisateur                                    | Tournée                |
| César du cinéma                         | 2011  | Meilleur réalisateur                                    | Tournée                |
| César du cinéma                         | 2011  | Meilleur film                                           | Tournée                |
| César du cinéma                         | 2011  | Meilleur scénario                                       | Tournée                |
| César du cinéma                         | 2014  | Meilleur acteur                                         | La Vénus à la fourrure |
| César du cinéma                         | 2015  | Meilleure adaptation                                    | La Chambre bleue       |
| César du cinéma                         | 2018  | Meilleur réalisateur                                    | Barbara                |
| César du cinéma                         | 2018  | Meilleur film                                           | Barbara                |
| César du cinéma                         | 2018  | Meilleur scénario                                       | Barbara                |
| César du cinéma                         | 2022  | Meilleure adaptation                                    | Serre moi fort         |
| Molières                                | 2019  | Molière du comédien dans un spectacle de théâtre public | La Collection          |

## Décorations
- Commandeur de l'ordre des Arts et des Lettres (2021)
- Officier de l'ordre des Arts et des Lettres (2011)[57]